# Maschteich
Der Maschteich ist ein künstlich angelegter See im Gebiet der niedersächsischen Landeshauptstadt Hannover in Deutschland.

## Geschichte
Das 2,6 Hektar große Gewässer wurde in den Jahren 1899 bis 1900 als Teil des nach Plänen von Julius Trip angelegten Maschparks ausgehoben. Unmittelbar nördlich des Maschteichs steht seit 1913 das Neue Rathaus Hannover. Der deutlich größere Maschsee wurde in den 1930er Jahren südlich des Maschparks angelegt.

## Besonderheiten
Einer der Wege im Maschpark quert den Maschteich mit der Maschpark-Brücke. Die Maschpark-Brücke sorgte 2014 wegen ihres durch zahlreiche Liebesschlösser beschädigten Geländers für Schlagzeilen. Im Maschteich und an seinem Ufer im Park sind mehrere Kunstobjekte platziert.

## Maschteich im Fernsehen
Fotos des Maschteichs mit dem Neuen Rathaus im Hintergrund werden von mehreren deutschen Fernsehsendern als Bildhintergrund zu Wortbeiträgen aus dem jeweiligen „Studio Hannover“ verwendet.

## Bildergalerie

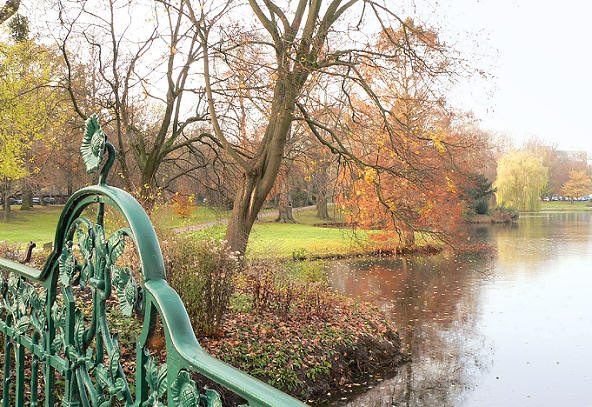
Brückengeländer der Brücke über den Maschteich
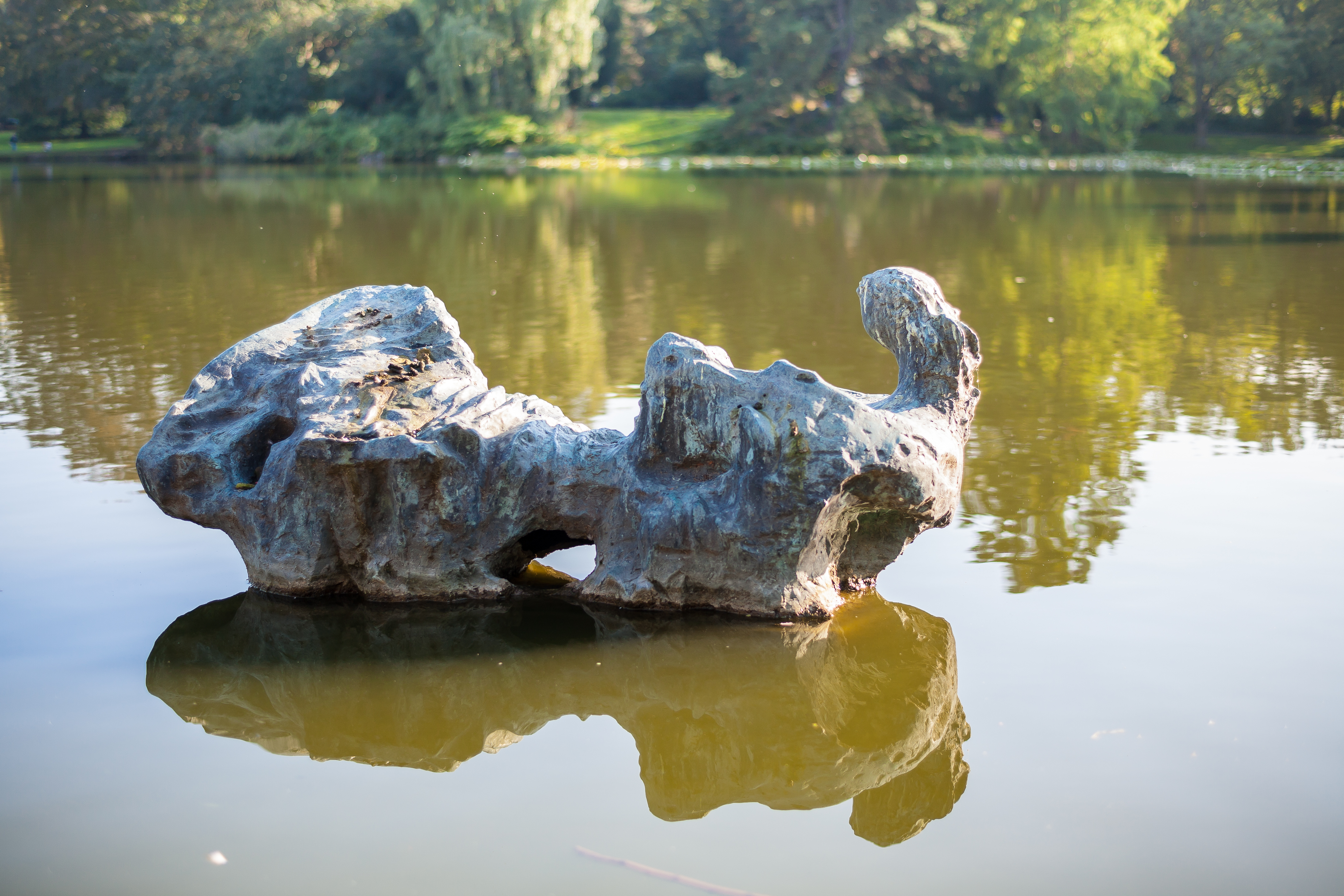
Plastik des Künstlers Toni Stadler im Maschteich
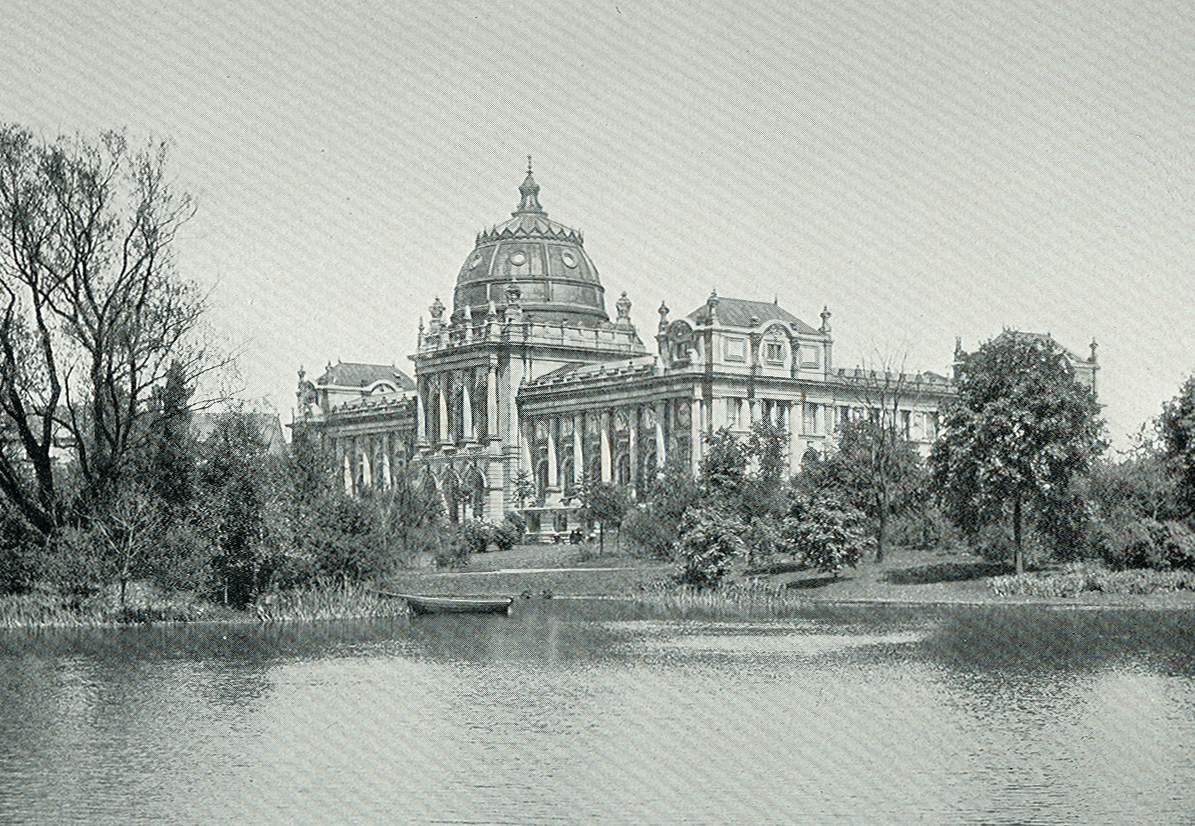
Provinzialmuseum Hannover am Maschteich (um 1900)